# Фара, Роберт
Роберт Фара Максуд (исп. Robert Farah Maksoud; род. 20 января 1987, Монреаль, Квебек) — колумбийский теннисист; победитель двух турниров Большого шлема в парном разряде (Уимблдон-2019, Открытый чемпионат США-2019); финалист одного турнира Большого шлема в парном разряде (Открытый чемпионат Австралии-2018); финалист двух турниров Большого шлема в миксте (Уимблдон-2016, Открытый чемпионат Франции-2017); победитель 19 турниров ATP в парном разряде; бывшая первая ракетка мира в парном разряде.

## Общая информация
Роберт в теннисе с трёх лет. Любимое покрытие — хард, лучший удар — подача.
Между короткой карьерой в юниорском туре и полным переключением на соревнования протура Фара несколько лет отыграл в теннисной лиге NCAA, где дважды в составе сборной своего университета выигрывал командный трофей в рамках этих соревнований.

## Спортивная карьера

### Начало карьеры
На турнирах серии серии «фьючерс» Фара начал играть в 2003 году, но первую победу на этих турнирах одержал только в 2010 году. В этом же году ему удается выиграть одиночный и парный турнир из серии «челленджер» в Боготе. Также в этом сезоне Фара дебютировал за сборную Колумбии в отборочном раунде розыгрыша Кубка Дэвиса. В феврале 2011 года дебютирует в основной сетке одиночных соревнований турнира ATP, сыграв на турнире в Сан-Хосе. В 2011 году на XVI летних Панамериканских играх Фара сумел выиграть как в одиночном, так и парном разряде. В августе того же года Роберт, пройдя квалификационный отбор на Открытый чемпионат США первый и единственный раз сыграл в основной сетке одиночных соревнований на турнирах из серии Большого шлема. В первом же раунде он проиграл французу Николя Маю. Взяв первые два сета этого матча, далее он проиграл три подряд и потерпел поражение.
В апреле 2012 года дошел до третьего раунда на турнире в Барселоне, уступив только победителю турнира Рафаэлю Надалю. В июле в паре с соотечественником Сантьяго Хиральдо Роберт вышел в финал парных соревнований турнира в Гштаде. Главных титулов и результатов в мужской паре Фара добивается в партнёрстве с соотечественником Хуаном Себастьяном Кабалем. В январе 2013 года их колумбийский дуэт вышел в четвертьфинал на Открытом чемпионате Австралии. В мае Хуан Себастьян и Роберт сыграли в финале грунтового турнира в Ницце. Следующего финала АТП они достигли в январе 2014 года на хардовом турнире в Брисбене. В феврале они также достигли финала на турнире в Винья-дель-Маре. Через две недели после этого Кабаль и Фара выиграли первый в карьере титул АТП, завоевав его на турнире в Рио-де-Жанейро. Серия хороших выступлений продолжилась для колумбийского дуэта в марте, когда они дважды вышли в финал. Сначала на турнире в Сан-Паулу, а затем на турнире серии Мастерс в Майами. В августе Кабаль и Фара выиграли второй в сезоне титул на турнире в Уинстон-Сейлеме.

### 2015—2018 (два финала в миксте и парный финал в Австралии, топ-10 в парах)

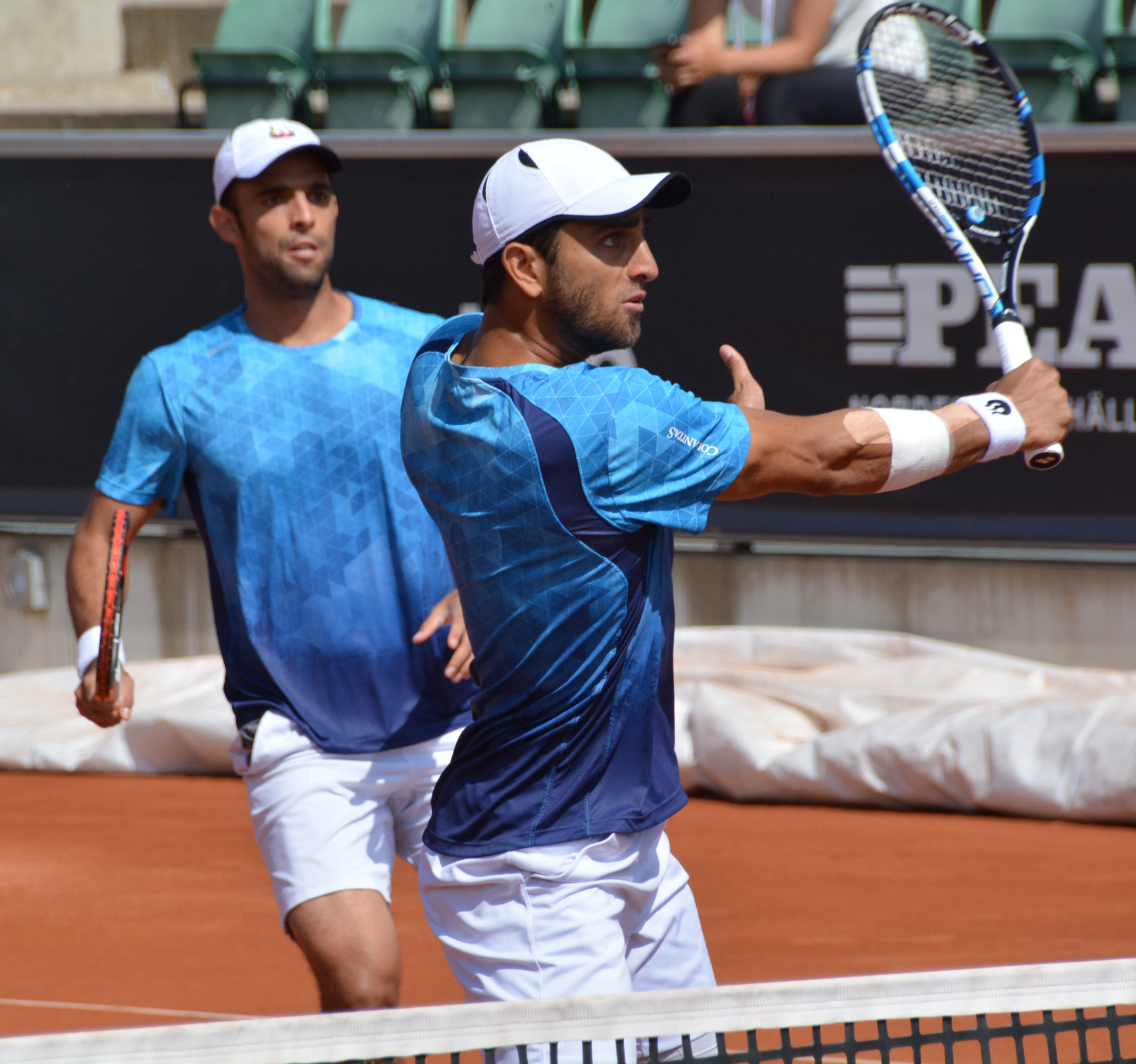
Фара (впереди) в паре с Кабалем на турнире в Бостаде 2015 года

В феврале 2015 года Кабаль и Фара стали победителями турнира в Сан-Паулу. Этот результат позволил Роберту подняться на 21-е место парного рейтинга. Следующего совместного титула они добились в мае на турнире в Женеве. В июле колумбийский дуэт дважды доходил до финала на турнирах в Бостаде и Гамбурге. Ещё в одном финале АТП они сыграли в октябре на турнире в Токио.
В феврале 2016 года Кабаль и Фара выиграли сразу два титула на турнирах в Буэнос-Айресе и Рио-де-Жанейро. В мае того же года они вышли в финал турнира в Мюнхене и выиграли парный титул на турнире в Ницце. В октябре Фара на Уимблдоне вышел в финал Большого шлема в смешанном парном разряде. Выступая в альянсе с немкой Анной-Леной Грёнефельд, Фара остановился в шаге от титула, проиграв в решающем матче дуэту Хезер Уотсон и Хенри Континен. На Олимпиаде, которая проводилась в Рио-де-Жанейро Хуан Себастьян и Роберт смогли пройти только во второй раунд. На Открытом чемпионате США Грёнефельд и Фара прошли в полуфинал в соревнованиях в миксте. В октябре Кабаль и Фара победили на зальном хардовом турнире в Москве.
В феврале 2017 года, совместно с Кабелем, Фара защитил прошлогодний парный титул в Буэнос-Айресе. На турнире в Рио-де-Жанейро колумбийский дуэт сыграл в финале. Следующего выхода в финал они добились в апреле на турнире в Будапеште, а на следующем турнире в Мюнхене смогли выиграть титул. Он стал десятым в карьере колумбийцев в рамках основного тура. Завершили грунтовый отрезок сезона Кабаль и Фара финалом турнира в Женеве, а затем выходом в полуфинал на Ролан Гаррос. В миксте на Большом шлеме в Париже Фара смог второй раз в карьере выйти в финал Большого шлема в этом разряде и вновь в паре с Анной-Леной Грёнефельд.
В январе 2018 года на Открытом чемпионате Австралии Кабаль и Фара впервые совместно дошли до финала серии Большого шлема, где уступили Оливеру Мараху и Мате Павичу (4:6, 4:6). Это лучшее достижение колумбийского дуэта на кортах Мельбурна. В феврале они вышли в финал турнира в Буэнос-Айресе. В европейской грунтовой части сезона колумбийский дуэт выиграл один титул — в мае на Мастерсе в Риме. На Открытом чемпионате Франции они добрались до четвертьфинала, а с Грёнефельд Фара добился выхода в полуфинал в миксте. В августе они смогли сыграть в финале Мастерса в Цинциннати, а затем на Открытом чемпионате США добрались до полуфинала. Эти результаты позволили колумбийцам закрепиться в топ-10 парного рейтинга. В конце сезона Кабаль и Фара впервые отобрались на Итоговый турнир, где смогли выйти из группы в полуфинал. Год Роберт завершил в качестве пятой ракетки мира в парах.

### 2019—2021 (два титула Большого шлема и сезон на вершине рейтинга)
Сезон 2019 года для Кабаля и Фара стал лучшим в карьере. Старт сезона они провели не слишком удачно, отметившись в одном финале турнира в Сиднее. На грунте их дела стали лучше и они выиграли два титула: в Барселоне и второй год подряд на Мастерсе в Риме. На Ролан Гаррос они остановились в шаге от выхода в финал, уступив в полуфинале местному дуэту. Громкий успех пришёл к колумбийской паре на травяном этапе сезона. Они смогли выиграть в конце июня дебютный титул на траве на соревновании в Истборне. Уимблдонский турнир завершился их триумфом. В четвертьфинале они в пяти сетах обыграли пару Жан-Жюльен Ройер и Хория Текэу, счёт в последнем сете 11:9 в их пользу. В финале в противостоянии с французами Николя Маю и Эдуаром Роже-Вассленом для победы тоже потребовалось пять сетов, четыре из которых завершились на тай-брейках. Победив на Уимблдоне, Кабаль и Фара стали первыми чемпионами из Колумбии на турнирах серии Большого шлема. Также эта победа позволила им стать первыми колумбийцами на вершине парного рейтинга.
| Стадия  | Соперники (посев)                  | Рейтинг   | Счёт                            |
| 1 раунд | Джек Дрейпер Пол Джубб (WC)        | - / -     | 6-1 6-4 6-2                     |
| 2 раунд | Александр Бублик Михаил Кукушкин   | 285 / 180 | 4-6 6-2 6-2 6-1                 |
| 3 раунд | Роман Ебавый Филипп Освальд        | 51 / 68   | 7-6(6) 7-6(5) 7-5               |
| 1/4     | Жан-Жюльен Ройер Хория Текэу (5)   | 14 / 17   | 6-4 3-6 6-7(8) 6-4 11-9         |
| 1/2     | Майкл Винус Равен Класен (3)       | 10 / 9    | 6-4 6-7(4) 7-6(2) 6-4           |
| Финал   | Николя Маю Эдуар Роже-Васслен (11) | 13 / 30   | 6-7(5) 7-6(5) 7-6(6) 6-7(5) 6-3 |

После Уимблдона первые ракетки мира стали развивать свой успех. В августе на Мастерсе в Цинциннати они вышли в финал. На Открытом чемпионате США Кабаль и Фара дошли до финала, где обыграли дуэт Марсель Гранольерс Орасио Себальос и стали чемпионами второго подряд Большого шлема. За весь турнир они проиграли только один сет во втором раунде.
| Стадия  | Соперники (посев)                      | Рейтинг   | Счёт          |
| 1 раунд | Стив Джонсон Пабло Куэвас              | 455 / 131 | 6-2 6-3       |
| 2 раунд | Кэмерон Норри Дэниел Эванс             | 171 / 189 | 5-7 6-4 6-3   |
| 3 раунд | Уэсли Колхоф Робин Хасе (13)           | 15 / 34   | 6-4 6-4       |
| 1/4     | Люк Бэмбридж Бен Маклахлан             | 55 / 42   | 6-4 6-4       |
| 1/2     | Джейми Маррей Нил Скупски (15)         | 21 / 36   | 7-6(5) 7-6(8) |
| Финал   | Марсель Гранольерс Орасио Себальос (8) | 27 / 7    | 6-4 7-5       |

В осенней части сезона 2019 года сильных результатов колумбийская пара не показала. На Итоговом турнире они смогли выйти в полуфинал и сохранили первую позицию в рейтинге по итогам года.
Первый выход в финал в 2020 году Кабаль и Фара оформили в конце февраля в Акапулько. В перенесенном на осень Открытом чемпионате Франции они доиграли до полуфинала, а после него сыграли второй финал в сезоне на турнире в Пуле. Фара второй год подряд смог завершить сезон в качестве первой ракетки мира в парах.
В 2021 году, после разморозки рейтинговых очков 2019 года, Кабалю и Фара пришлось защищать большое количество, чтобы избежать потерь в рейтинге. На старте сезона они сыграли в финале разминочного, перед первым Большим шлемом в году, турнира в Мельбурне. В марте колумбийцы выиграли первый титул с 2019 года, взяв его на турнире в Дубае. В апреле они выиграли ещё один турнир в Барселоне. На Ролан Гаррос они в четвёртый раз в карьере остановились в шаге от выхода в титульный матч, сыграв в полуфинале. Защитить рейтинговые очки 2019 года на Уимблдоне им не удалось и колумбийская пара проиграла в четвертьфинале. Летом они сыграли на Олимпийских играх в Токио и доиграли там до 1/4 финала. На Открытом чемпионате США выступление окончилось поражением уже в первом раунде и Фара потерял место в топ-10 парного рейтинга, лишившись рейтинговых очков за победу 2019 года. В октябре Кабаль и Фара выиграли зальный турнир в Вене и позже отправились на Итоговый турнир, где выступили неудачно и не вышли из группы. По итогу сезона Фара смог вернуть место в топ-10, заняв 10-ю строчку.

### 2022—2023 (завершение карьеры)
Первого крупного результата в 2022 году Кабаль и Фара добились в апреле на Мастерсе в Монте-Карло, где вышли в финал, проиграв дуэту Раджив Рам и Джо Солсбери. На следующем грунтовом Мастерсе в Мадриде в мае они также сумели выйти в финал, где на этот раз уступили Уэсли Колхофу и Нилу Скупски. На Уимблдонском турнир колумбийский дуэт смог выйти в полуфинал и такого же результата добился на Открытом чемпионате США.
В августе 2023 года Кабаль и Фара заявили, что синхронно завершат свою карьеру в этом сезоне. Последний матч они сыграли за сборную в Кубке Дэвиса в сентябре.

## Рейтинг на конец года
| Год  | Одиночный рейтинг | Парный рейтинг |
| 2022 |                   | 29             |
| 2021 |                   | 10             |
| 2020 |                   | 1              |
| 2019 |                   | 1              |
| 2018 |                   | 5              |
| 2017 |                   | 27             |
| 2016 |                   | 30             |
| 2015 |                   | 27             |
| 2014 |                   | 23             |
| 2013 |                   | 48             |
| 2012 | 207               | 64             |
| 2011 | 232               | 83             |
| 2010 | 189               | 160            |
| 2006 | 937               | 1 618          |
| 2005 | 643               | 1 017          |
| 2004 | 1 463             | 1 309          |
| 2003 | 1 179             | 1 698          |

## Выступления на турнирах

### Финалы челленджеров и фьючерсов в одиночном разряде (5)

#### Победы (3)
| Условные обозначения |
| Челленджеры (1+12)*  |
| Фьючерсы (2+2)       |

| Титулы по покрытиям | Титулы по месту проведения матчей турнира |
| ------------------- | ----------------------------------------- |
| Хард (2+6)*         | Зал (0)                                   |
| Грунт (1+8)         | Зал (0)                                   |
| Трава (0)           | Открытый воздух (3+14)                    |
| Ковёр (0)           | Открытый воздух (3+14)                    |

* количество побед в одиночном разряде + количество побед в парном разряде.
| №  | Дата         | Турнир                 | Покрытие | Соперник в финале | Счёт           |
| 1. | 13 июня 2010 | Маракайбо, Венесуэла   | Хард     | Иван Миранда      | 6-3 7-6(3)     |
| 2. | 27 июня 2010 | Баркисимето, Венесуэла | Хард     | Иван Эндара       | 6-4 6-2        |
| 3. | 18 июля 2010 | Богота, Колумбия       | Грунт    | Карлос Саламанка  | 6-3 2-6 7-6(3) |

#### Поражения (2)
| №  | Дата            | Турнир                  | Покрытие | Соперник в финале     | Счёт       |
| 1. | 2 октября 2011  | Агуаскальентес, Мексика | Грунт    | Хуан Себастьян Кабаль | 4-6 6-7(3) |
| 2. | 12 августа 2012 | Аптос, США              | Хард     | Стив Джонсон          | 3-6 3-6    |

### Финалы турниров Большого шлема в парном разряде (3)

#### Победы (2)
| №  | Год  | Турнир                 | Покрытие | Партнёр               | Соперники в финале                 | Счёт                            |
| 1. | 2019 | Уимблдон               | Трава    | Хуан Себастьян Кабаль | Николя Маю Эдуар Роже-Васслен      | 6-7(5) 7-6(5) 7-6(6) 6-7(5) 6-3 |
| 2. | 2019 | Открытый чемпионат США | Хард     | Хуан Себастьян Кабаль | Марсель Гранольерс Орасио Себальос | 6-4 7-5                         |

#### Поражения (1)
| №  | Год  | Турнир                       | Покрытие | Партнёр               | Соперники в финале      | Счёт    |
| 1. | 2018 | Открытый чемпионат Австралии | Хард     | Хуан Себастьян Кабаль | Оливер Марах Мате Павич | 4-6 4-6 |

### Финалы турнировATPв парном разряде (42)

#### Победы (19)
| Легенда                       |
| ----------------------------- |
| Турниры Большого шлема (0+2)* |
| Итоговый турнир ATP (0)       |
| ATP Мастерс 1000 (0+2)        |
| АТР 500 (0+6)                 |
| АТР 250 (0+9)                 |

| Титулы по покрытиям | Титулы по месту проведения матчей турнира |
| ------------------- | ----------------------------------------- |
| Хард (0+5)*         | Зал (0+3)                                 |
| Грунт (0+12)        | Зал (0+3)                                 |
| Трава (0+2)         | Открытый воздух (0+16)                    |
| Ковёр (0)           | Открытый воздух (0+16)                    |

* количество побед в одиночном разряде + количество побед в парном разряде.
| №   | Дата            | Турнир                       | Покрытие    | Партнёр               | Соперники в финале                   | Счёт                            |
| 1.  | 23 февраля 2014 | Рио-де-Жанейро, Бразилия     | Грунт       | Хуан Себастьян Кабаль | Давид Марреро Марсело Мело           | 6-4 6-2                         |
| 2.  | 23 августа 2014 | Уинстон-Сейлем, США          | Хард        | Хуан Себастьян Кабаль | Джейми Маррей Джон Пирс              | 6-3 6-4                         |
| 3.  | 15 февраля 2015 | Сан-Паулу, Бразилия          | Грунт (зал) | Хуан Себастьян Кабаль | Паоло Лоренци Диего Шварцман         | 6-4 6-2                         |
| 4.  | 23 мая 2015     | Женева, Швейцария            | Грунт       | Хуан Себастьян Кабаль | Равен Класен Лу Яньсюнь              | 7-5 4-6 [10-7]                  |
| 5.  | 14 февраля 2016 | Буэнос-Айрес, Аргентина      | Грунт       | Хуан Себастьян Кабаль | Паоло Лоренци Иньиго Сервантес Уэгун | 6-3 6-0                         |
| 6.  | 21 февраля 2016 | Рио-де-Жанейро, Бразилия (2) | Грунт       | Хуан Себастьян Кабаль | Пабло Карреньо Буста Давид Марреро   | 7-6(5) 6-1                      |
| 7.  | 21 мая 2016     | Ницца, Франция               | Грунт       | Хуан Себастьян Кабаль | Майкл Винус Мате Павич               | 4-6 6-4 [10-8]                  |
| 8.  | 23 октября 2016 | Москва, Россия               | Хард (зал)  | Хуан Себастьян Кабаль | Юрген Мельцер Юлиан Ноул             | 7-5 4-6 [10-5]                  |
| 9.  | 19 февраля 2017 | Буэнос-Айрес, Аргентина (2)  | Грунт       | Хуан Себастьян Кабаль | Сантьяго Гонсалес Давид Марреро      | 6-1 6-4                         |
| 10. | 7 мая 2017      | Мюнхен, Германия             | Грунт       | Хуан Себастьян Кабаль | Фабрис Мартен Жереми Шарди           | 6-3 6-3                         |
| 11. | 20 мая 2018     | Рим, Италия                  | Грунт       | Хуан Себастьян Кабаль | Пабло Карреньо Буста Жуан Соуза      | 3-6 6-4 [10-4]                  |
| 12. | 28 апреля 2019  | Барселона, Испания           | Грунт       | Хуан Себастьян Кабаль | Джейми Маррей Бруно Соарес           | 6-4 7-6(4)                      |
| 13. | 19 мая 2019     | Рим, Италия (2)              | Грунт       | Хуан Себастьян Кабаль | Майкл Винус Равен Класен             | 6-1 6-3                         |
| 14. | 28 июня 2019    | Истборн, Великобритания      | Трава       | Хуан Себастьян Кабаль | Максимо Гонсалес Орасио Себальос     | 3-6 7-6(4) [10-6]               |
| 15. | 13 июля 2019    | Уимблдон                     | Трава       | Хуан Себастьян Кабаль | Николя Маю Эдуар Роже-Васслен        | 6-7(5) 7-6(5) 7-6(6) 6-7(5) 6-3 |
| 16. | 6 сентября 2019 | Открытый чемпионат США       | Хард        | Хуан Себастьян Кабаль | Марсель Гранольерс Орасио Себальос   | 6-4 7-5                         |
| 17. | 20 марта 2021   | Дубай, ОАЭ                   | Хард        | Хуан Себастьян Кабаль | Никола Мектич Мате Павич             | 7-6(0) 7-6(4)                   |
| 18. | 25 апреля 2021  | Барселона, Испания (2)       | Грунт       | Хуан Себастьян Кабаль | Кевин Кравиц Хория Текэу             | 6-4 6-2                         |
| 19. | 31 октября 2021 | Вена, Австрия                | Хард (зал)  | Хуан Себастьян Кабаль | Раджив Рам Джо Солсбери              | 6-4 6-2                         |

#### Поражения (23)
| №   | Дата            | Турнир                       | Покрытие    | Партнёр               | Соперники в финале                   | Счёт                 |
| 1.  | 22 июля 2012    | Гштад, Швейцария             | Грунт       | Сантьяго Хиральдо     | Марсель Гранольерс Марк Лопес        | 4-6 6-7(9)           |
| 2.  | 25 мая 2013     | Ницца, Франция               | Грунт       | Хуан Себастьян Кабаль | Юхан Брунстрём Равен Класен          | 3-6 2-6              |
| 3.  | 5 января 2014   | Брисбен, Австралия           | Хард        | Хуан Себастьян Кабаль | Даниэль Нестор Мариуш Фирстенберг    | 7-6(4) 4-6 [7-10]    |
| 4.  | 9 февраля 2014  | Винья-дель-Мар, Чили         | Грунт       | Хуан Себастьян Кабаль | Оливер Марах Флорин Мерджа           | 3-6 4-6              |
| 5.  | 2 марта 2014    | Сан-Паулу, Бразилия          | Грунт (зал) | Хуан Себастьян Кабаль | Гильермо Гарсия Лопес Филипп Освальд | 7-5 4-6 [13-15]      |
| 6.  | 30 марта 2014   | Майами, США                  | Хард        | Хуан Себастьян Кабаль | Боб Брайан Майк Брайан               | 6-7(8) 4-6           |
| 7.  | 26 июля 2015    | Бостад, Швеция               | Грунт       | Хуан Себастьян Кабаль | Лукаш Кубот Жереми Шарди             | 7-6(6) 3-6 [8-10]    |
| 8.  | 2 августа 2015  | Гамбург, Германия            | Грунт       | Хуан Себастьян Кабаль | Джейми Маррей Джон Пирс              | 6-2 3-6 [8-10]       |
| 9.  | 11 октября 2015 | Токио, Япония                | Грунт       | Хуан Себастьян Кабаль | Равен Класен Марсело Мело            | 6-7(5) 6-3 [7-10]    |
| 10. | 1 мая 2016      | Мюнхен, Германия             | Грунт       | Хуан Себастьян Кабаль | Хенри Континен Джон Пирс             | 3-6 6-3 [7-10]       |
| 11. | 25 февраля 2017 | Рио-де-Жанейро, Бразилия     | Грунт       | Хуан Себастьян Кабаль | Пабло Карреньо Буста Пабло Куэвас    | 4-6 7-5 [8-10]       |
| 12. | 30 апреля 2017  | Будапешт, Венгрия            | Грунт       | Хуан Себастьян Кабаль | Брайан Бейкер Никола Мектич          | 6-7(2) 4-6           |
| 13. | 27 мая 2017     | Женева, Швейцария            | Грунт       | Хуан Себастьян Кабаль | Жан-Жюльен Ройер Хория Текэу         | 6-2 6-7(9) [6-10]    |
| 14. | 27 января 2018  | Открытый чемпионат Австралии | Хард        | Хуан Себастьян Кабаль | Оливер Марах Мате Павич              | 4-6 4-6              |
| 15. | 18 февраля 2018 | Буэнос-Айрес, Аргентина      | Грунт       | Хуан Себастьян Кабаль | Андрес Мольтени Орасио Себальос      | 3-6 7-5 [3-10]       |
| 16. | 19 августа 2018 | Цинциннати, США              | Хард        | Хуан Себастьян Кабаль | Джейми Маррей Бруно Соарес           | 6-4 3-6 [6-10]       |
| 17. | 12 января 2019  | Сидней, Австралия            | Хард        | Хуан Себастьян Кабаль | Джейми Маррей Бруно Соарес           | 4-6 3-6              |
| 18. | 18 августа 2019 | Цинциннати, США (2)          | Хард        | Хуан Себастьян Кабаль | Иван Додиг Филип Полашек             | 6-4 4-6 [6-10]       |
| 19. | 29 февраля 2020 | Акапулько, Мексика           | Хард        | Хуан Себастьян Кабаль | Лукаш Кубот Марсело Мело             | 6-7(6) 7-6(4) [9-11] |
| 20. | 17 октября 2020 | Пула, Италия                 | Грунт       | Хуан Себастьян Кабаль | Маркус Даниэлл Филипп Освальд        | 3-6 4-6              |
| 21. | 7 февраля 2021  | Мельбурн, Австралия          | Хард        | Хуан Себастьян Кабаль | Джейми Маррей Бруно Соарес           | 3-6 6-7(7)           |
| 22. | 17 апреля 2022  | Монте-Карло, Монако          | Грунт       | Хуан Себастьян Кабаль | Раджив Рам Джо Солсбери              | 4-6 6-3 [7-10]       |
| 23. | 8 мая 2022      | Мадрид, Испания              | Грунт       | Хуан Себастьян Кабаль | Уэсли Колхоф Нил Скупски             | 7-6(4) 4-6 [5-10]    |

### Финалы челленджеров и фьючерсов в парном разряде (15)

#### Победы (14)
| №   | Дата             | Турнир                     | Покрытие | Партнёр               | Соперники в финале                           | Счёт           |
| 1.  | 13 июня 2010     | Маракайбо, Венесуэла       | Хард     | Хуан Себастьян Кабаль | Мигель Гальярдо Вальес Мичаэль Кинтеро       | 6-1 7-5        |
| 2.  | 20 июня 2010     | Коро, Венесуэла            | Хард     | Хуан Себастьян Кабаль | Луис Диас Баррига Мигель Анхель Рейес Варела | 7-6(5) 7-6(6)  |
| 3.  | 18 июля 2010     | Богота, Колумбия           | Грунт    | Хуан Себастьян Кабаль | Алехандро Гонсалес Виктор Эстрелья Бургос    | 7-6(6) 6-4     |
| 4.  | 7 ноября 2010    | Медельин, Колумбия         | Грунт    | Хуан Себастьян Кабаль | Андре Са Франко Феррейро                     | 6-3 7-5        |
| 5.  | 14 ноября 2010   | Гуаякиль, Эквадор          | Грунт    | Хуан Себастьян Кабаль | Андре Са Франко Феррейро                     | 7-5 7-6(3)     |
| 6.  | 30 января 2011   | Букараманга, Колумбия      | Грунт    | Хуан Себастьян Кабаль | Пабло Галдон Андрес Мольтени                 | 6-1 6-2        |
| 7.  | 20 марта 2011    | Сан-Хосе, Коста-Рика       | Хард     | Хуан Себастьян Кабаль | Сантьяго Гонсалес Луис Диас Баррига          | 6-3 6-3        |
| 8.  | 8 мая 2011       | Рим, Италия                | Грунт    | Хуан Себастьян Кабаль | Сантьяго Гонсалес Трэвис Реттенмайер         | 2-6 6-3 [11-9] |
| 9.  | 7 августа 2011   | Кампус-ду-Жордау, Бразилия | Хард     | Хуан Себастьян Кабаль | Рикардо Осевар Жулио Сильва                  | 6-2 6-3        |
| 10. | 14 августа 2011  | Бингемтон, США             | Хард     | Хуан Себастьян Кабаль | Фредерик Нильсен Трет Конрад Хьюи            | 6-4 6-3        |
| 11. | 25 сентября 2011 | Кали, Колумбия             | Грунт    | Хуан Себастьян Кабаль | Факундо Багнис Эдуардо Шванк                 | 7-5 6-2        |
| 12. | 16 сентября 2012 | Кали, Колумбия             | Грунт    | Хуан Себастьян Кабаль | Марсело Демолинер Жуан Соуза                 | 6-3 7-6(4)     |
| 13. | 22 сентября 2013 | Гаосюн, Тайвань            | Хард     | Хуан Себастьян Кабаль | Юки Бхамбри Ван Цзефу                        | 6-4 6-2        |
| 14. | 26 января 2014   | Букараманга, Колумбия      | Грунт    | Хуан Себастьян Кабаль | Кевин Кинг Хуан Карлос Спир                  | 7-6(3) 6-3     |

#### Поражения (1)
| №  | Дата         | Турнир           | Покрытие | Партнёр               | Соперники в финале                  | Счёт                  |
| 1. | 17 июля 2011 | Богота, Колумбия | Грунт    | Хуан Себастьян Кабаль | Изак ван дер Мерве Трет Конрад Хьюи | 6-7(3) 7-6(5) — отказ |

### Финалы турниров Большого шлема в смешанном парном разряде (2)

#### Поражения (2)
| №  | Год  | Турнир                     | Покрытие | Партнёр              | Соперники в финале               | Счёт            |
| 1. | 2016 | Уимблдон                   | Трава    | Анна-Лена Грёнефельд | Хезер Уотсон Хенри Континен      | 6-7(5) 4-6      |
| 2. | 2017 | Открытый чемпионат Франции | Грунт    | Анна-Лена Грёнефельд | Габриэла Дабровски Рохан Бопанна | 6-2 2-6 [10-12] |

## История выступлений на турнирах
| Турнир                       | 2011  | 2012  | 2013          | 2014          | 2015          | 2016  | 2017          | 2018          | 2019          | 2020          | 2021   | 2022          | 2023          | Итог   | В/П за карьеру |
| ---------------------------- | ----- | ----- | ------------- | ------------- | ------------- | ----- | ------------- | ------------- | ------------- | ------------- | ------ | ------------- | ------------- | ------ | -------------- |
| Турниры Большого шлема       |       |       |               |               |               |       |               |               |               |               |        |               |               |        |                |
| Открытый чемпионат Австралии | -     | 2Р    | 1/4           | 1Р            | 2Р            | 3Р    | 3Р            | Ф             | 1Р            | -             | 2Р     | 2Р            | 3Р            | 0 / 11 | 18-11          |
| Открытый чемпионат Франции   | -     | 3Р    | 3Р            | 1Р            | 1Р            | 1Р    | 1/2           | 1/4           | 1/2           | 1/2           | 1/2    | 1Р            | 2Р            | 0 / 12 | 24-12          |
| Уимблдонский турнир          | 3Р    | 1Р    | 3Р            | -             | 2Р            | 2Р    | 2Р            | 3Р            | П             | НП            | 1/4    | 1/2           | 1Р            | 1 / 11 | 22-10          |
| Открытый чемпионат США       | 2Р    | 1Р    | 1Р            | 2Р            | 2Р            | 1Р    | -             | 1/2           | П             | 2Р            | 1Р     | 1/2           | 2Р            | 1 / 11 | 19-10          |
| Итог                         | 0 / 2 | 0 / 4 | 0 / 4         | 0 / 3         | 0 / 4         | 0 / 4 | 0 / 3         | 0 / 4         | 2 / 4         | 0 / 2         | 0 / 4  | 0 / 4         | 0 / 4         | 2 / 46 |                |
| В/П в сезоне                 | 3-2   | 3-4   | 7-4           | 1-3           | 3-4           | 3-4   | 7-3           | 14-4          | 16-2          | 5-2           | 8-4    | 9-4           | 4-4           |        | 83-44          |
| Итоговые турниры             |       |       |               |               |               |       |               |               |               |               |        |               |               |        |                |
| Итоговый турнир ATP          | -     | -     | -             | -             | -             | -     | -             | 1/2           | 1/2           | -             | Группа | -             | -             | 0 / 3  | 4-7            |
| Олимпийские игры             |       |       |               |               |               |       |               |               |               |               |        |               |               |        |                |
| Летняя олимпиада             | НП    | -     | Не проводился | Не проводился | Не проводился | 2Р    | Не проводился | Не проводился | Не проводился | Не проводился | 1/4    | Не проводился | Не проводился | 0 / 2  | 3-2            |

К — проиграл в квалификационном турнире.
| Турнир                       | 2012  | 2013  | 2014  | 2015  | 2016  | 2017  | 2018  | 2019  | 2021  | 2022  | Итог   | В/П за карьеру |
| ---------------------------- | ----- | ----- | ----- | ----- | ----- | ----- | ----- | ----- | ----- | ----- | ------ | -------------- |
| Турниры Большого шлема       |       |       |       |       |       |       |       |       |       |       |        |                |
| Открытый чемпионат Австралии | -     | -     | -     | 1Р    | 2Р    | 1Р    | 1Р    | 1/4   | 2Р    | 1Р    | 0 / 7  | 4-6            |
| Открытый чемпионат Франции   | -     | -     | 2Р    | 2Р    | 1Р    | Ф     | 1/2   | 2Р    | 1/4   | -     | 0 / 7  | 11-7           |
| Уимблдонский турнир          | 1Р    | 2Р    | 1Р    | -     | Ф     | -     | 2Р    | -     | -     | 1/4   | 0 / 6  | 7-6            |
| Открытый чемпионат США       | -     | -     | 2Р    | 1Р    | 1/2   | -     | -     | -     | -     | -     | 0 / 3  | 4-3            |
| Итог                         | 0 / 1 | 0 / 1 | 0 / 3 | 0 / 3 | 0 / 4 | 0 / 2 | 0 / 3 | 0 / 2 | 0 / 2 | 0 / 2 | 0 / 23 |                |
| В/П в сезоне                 | 0-1   | 1-1   | 2-3   | 1-3   | 8-4   | 4-2   | 3-3   | 2-2   | 2-1   | 2-2   |        | 25-22          |